# Hermine Frühwirth
Hermine Frühwirth (geboren 30. März 1909 in Wien; gestorben 11. April 1991 in Wien) war eine österreichische Architektin.

## Leben und Werk
Ihr Vater Theodor Frühwirth war Bankbeamter. Hermine Frühwirth besuchte zuerst die Volksschule und anschließend das Mädchen-Realgymnasium in der Albertgasse 38 in Wien 8. Sie absolvierte ihre Reifeprüfung am 18. Juni 1928 mit Auszeichnung. An der Technischen Hochschule Wien studierte sie in den Jahren 1928 bis 1935 Architektur. Die 1. Staatsprüfung legte sie am 18. Februar 1931 mit „sehr gut“ ab. Mit der gleichen Note absolvierte sie am 30. März 1933 die 2. Staatsprüfung. In den drei folgenden Semestern besuchte sie bei Moritz Dreger das kunsthistorische Seminar. Damit war sie Mitte der 1930er Jahre die einzige Frau in diesem Seminar. Das Thema ihrer Doktorarbeit „Wiener Profanbauten aus der Zeit Maria Theresias und Josef II.“ beschäftigte sich mit Profanbauten in Wien im späten 18. Jahrhundert. Sie befasste sich mit den Hofarchitekten Niccolò Pacassi und Franz Anton Hillebrandt sowie mit der Einflussnahme Kaiser Josef II. auf das Bauwesen. Die rationellen Grundrisse und das schlichte Äußere des Josefinischen Stils war eine Vorstufe für das österreichische Empire und den Biedermeier. Hermine Frühwirth kam zu dem Schluss, dass gerade die Schlichtheit möglicherweise die Ursache für die spätere geringe Beachtung sei. Sie trat für eine gerechtere Würdigung ein, was damals bemerkenswert war. Frühwirth promovierte als zweite Frau an der Technischen Hochschule Wien im Bereich Architektur. Sie schloss am 14. Dezember 1935 mit Auszeichnung ab.
Ab Sommer 1929 arbeitete Frühwirth bei Hans Prutscher. Ihr Entwurf für die Reichsbrücke in Wien beim Wettbewerb im Jahr 1933 wurde preisgekrönt. Vom Juli 1933 bis Dezember 1935, während der Zeit ihrer Promotion, arbeitete sie parallel wie damals üblich als unbezahlte Hilfskraft im Architekturbüro Erwin Böck. Mit ihm realisierte sie den Umbau von Schloss Dürnstein und den Bebauungsplan Brentenmais, einer Siedlung. Nach der Promotion arbeitete sie bei Böck als selbstständige Mitarbeiterin. Hermine Frühwirth beteiligte sich mit Erwin Böck 1936 an mehreren Architekturwettbewerben. Dazu gehörten die Entwürfe für den Bau der Radio-Verkehrs-AG, die Neugestaltung des Platzes vor der Votivkirche (3. Preis) und den Umbau des Wiener Westbahnhofs. Gemeinsam realisierten sie Wohnhäuser in Wien und Niederösterreich und für die Union-Baugesellschaft eine Siedlung in Atzgersdorf. Ab 1938 arbeitete sie für 10 Monate als selbstständige Architektin und erstellte Planungen für Wohnhäuser und Inneneinrichtungen.
Ab dem 1. Oktober 1938 arbeitete sie als technische Angestellte bei der Reichspostdirektion und legte 1939 die Staatsbaudienstprüfung ab. Hier plante sie Postgebäude, verschiedene Dienstgebäude sowie die Innenraumgestaltungen von Repräsentationsbereichen und Dienstwohnungen sowie Heimen. Sie übernahm auch die Bauleitung für die Gebäude und Inneneinrichtungen. Für die Post- und Telegraphenverwaltung arbeitete Frühwirth ab dem 26. September 1945 als Referentin im Bereich Hochbau und Innenarchitektur. Ihre Zuständigkeit umfasste die Standorte Wien, Graz, Innsbruck, Klagenfurt und Linz. Sie stieg 1963 zur Ministerialrätin auf. Am 1. Jänner 1964 wurde eine neue Abteilung für Hochbau in der Generalpostdirektion geschaffenen. Sie wechselte sie in diese Abteilung und übernahm ab 1. Jänner 1965 die Leitung. Am 31. Dezember 1974 ging sie in den Ruhestand.
Der Zentralvereinigung der Architekten Österreichs gehörte Hermine Frühwirth ab 1936 als außerordentliches Mitglied an.
Frühwirth galt als außerordentlich gebildet, initiativ und energisch. Das Große Silberne Ehrenabzeichen für die Verdienste um die Republik Österreich erhielt sie am 1. Jänner 1975.

## Schriften (Auswahl)
- Wiener Profanbauten aus der Zeit Maria Theresias und Josefs II., Dissertation TH Wien, Wien, 1935.
- Kitzbühel und sein Postamt. Sonderpostmarke zum „Tag der Briefmarke“. Österreichische Staatsdruckerei, Wien, 1958.
- Camillo Sitte, Architekt und Städtebauer 17. 4. 1843 – 16. 11. 1903. Sonderpostmarke zum 125. Geburtstag von Camillo Sitte, Österreichische Staatsdruckerei, Wien, 1968.